# Волоцюга (новела)
«Волоцю́га» (фр. Le Vagabond) — новела французького письменника Гі де Мопассана, видана в 1887 році. Сюжет твору розповідає історію наймита, який після тривалого періоду безробіття коїть кримінальні злочини.

## Історія
Вперше ця новела була надрукована в журналі «La Nouvelle Revue» 1 січня 1887 року. Пізніше Гі де Мопассан включив її до збірки «Горля». Український переклад твору здійснила Людмила Івченкова. В її перекладі новелу опублікували у видавництві «Дніпро» двічі: у восьмитомному зібранні творів Гі де Мопассана (1969—1972) і двотомному виданні вибраних творів письменника (1990).

## Сюжет
Жак Рандель марно шукав заробітків на чужій стороні, змучений зневажливим ставленням господарів і важкою працею за мізерну платню, він тепер прямує до рідного села. Але шлях туди дуже довгий, а Жак вже кілька днів нічого не їв. В його душі нуртує гнів невідомого на кого, адже чоловік певен, що не заслужив на таке соціальне становище. Злидар п'є молоко з вимені корови і засинає під її теплим боком. Тепер занехаяний волоцюга може розраховувати лише на поміч такого штибу «друзів».
Наступного ранку він потрапляє до рук жандармів. Ті, хоча й відпускають безробітного теслю, але підозрюють його як потенційного злочинця. Жак натякає їм, що таки може скоїти «щось лихе», бо вже несила боротися з голодом. У сільському будинку він знаходить обід, залишений селянами, які пішли до церкви. Без жодних вагань Рандель сідає за стіл, наїдається досхочу й упивається горілкою. З новими силами і веселим настроєм він вирушає до лісу, де зустрічає дівчину. Жак ґвалтує її несподівано навіть для самого себе, а невдовзі потрапляє до рук жандармів. Ті обіцяють йому 20 років ув'язнення.

## Аналіз твору
Гостросоціальна новела «Волоцюга» викриває вади капіталістичного суспільства XIX століття і моральні недоліки людей. Головний герой твору з самого початку оповіді змушений вести самотню боротьбу за існування: він вирушає з рідного села у невідомі краї в сподіванні знайти там кращу долю, але швидко розуміє, що на чужині люди не обтяжені навіть формальною необхідністю допомоги односельцю. Без особистих контактів чесному теслі важко довести свою професійну придатність і людську порядність, а тому він не може порвати з тривалим безробіттям. Намагаючись виправити власну помилку, він опиняється віч-на-віч з голодом і холодом. Жак намагається поїсти бодай за рахунок жандармів, але ті дають зрозуміти, що їхній обов'язок — не виправлення соціальної несправедливості, а охорона громадського порядку. Показово, що на тлі тотальної байдужості єдині джерела харчів для Жака стають знеособленими (це корова і порожній будинок). Новела відтворює поступову руйнацію особистості Жака, його моральних принципів і сили волі. З часом примітивні фізіологічні потреби беруть верх над духом, причому це вже не тільки голод, а й сексуальний потяг.
З точки зору психології «Волоцюга» — реалістичний твір. Психологічні досліди виявили, що у людини, яка переживає дефіцит позитивних емоцій, зростає рівень агресії, знижується здатність мислити критично, занепадає сила волі. Також психологами доведено, що вимушена стриманість у задоволенні однієї потреби (наприклад, голоду), збільшує потяг до інших задоволень (у новелі це показано на прикладі раптового статевого збудження). Хоча Гі де Мопассан не дає оцінок поведінці Жака, зрозуміло, що автор співчуває головному герою. Письменник показує, що першопричина асоціальної поведінки зовсім не у вдачі волоцюги, а в тих умовах, які призвели до фактичної соціальної ізоляції героя, а саме: у браку довіри і співчуття до незнайомця, індивідуалізмі, формальному підході до виконання своїх обов'язків (з боку жандармів), відсутності соціальних гарантій (на час написання новели у Франції не існувало допомоги по безробіттю, притулків для безхатьків).